# Jabal Al Harim
Le jabal Al Harim ou jebel Al Harim (arabe : جبل حارم (Jabal Ḥārim)) est un sommet situé dans les monts Hajar, dans le gouvernorat de Moussandam, dans le Nord du sultanat d'Oman.

## Toponymie
Il est parfois orthographié jabal Harim, jebal Al Harim, jabal al Harim, jabal al Ḩarīm, jebal Harim, jebel Harim, jabal Ḥārim, jabal Ḩārim, jabal ou Ra'an al-Harim.
Le nom du jabal Al Harim (avec la graphie Jabal al Ḩarīm) est enregistré dans les documents et cartes élaborés entre 1950 et 1960 par l'arabiste britannique, cartographe, militaire et diplomate Julian F. Walker (en) à l'occasion des travaux réalisés pour l'établissement des frontières entre les alors dénommés États de la Trêve, complétés plus tard par le ministère de la Défense du Royaume-Uni, sur des cartes à l'échelle 1:100 000 publié en 1971 et dans d'autres documents antérieurs conservés aux Archives nationales du Royaume-Uni.

## Géographie

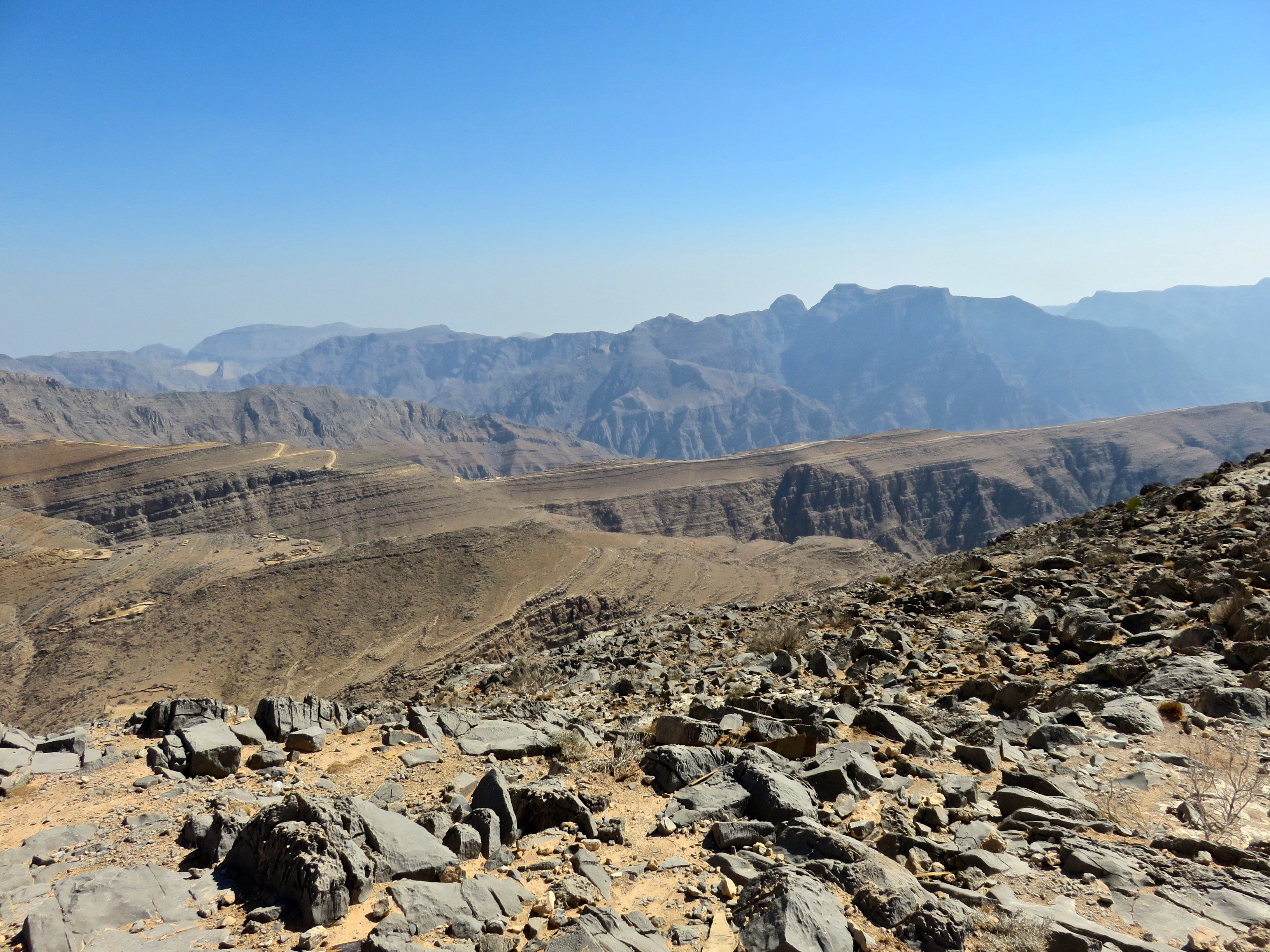
Vue depuis le jabal Al Harim.

C'est la plus haute montagne de la péninsule de Moussandam. Elle a une altitude de 2 087 mètres et une proéminence de 1 727 mètres.
Son sommet est occupé par un radar et une base militaire, accessible par une piste en terre sinueuse, fermée au public 400 m avant d'atteindre le point le plus élevé.
Le jabal Al Harim se distingue par la présence de fossiles de poissons, de coquillages et d'autres formes de vie marine fossilisées, dont l'âge est estimé à plus de 250 millions d'années.

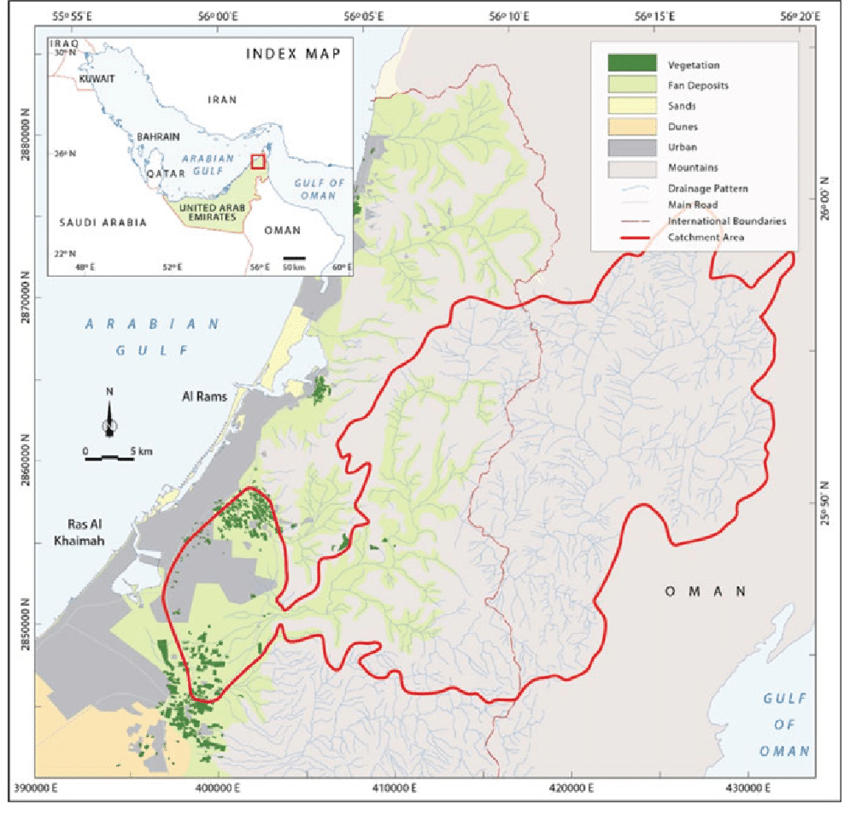
Localisation et zone de captation du Ouadi Bih, réparties entre le territoire d'Oman et celui des ÉAU (Source : Ebraheem et al. 2012)

Sur les versants sud et est du jabal Al Harim sont situées les principales sources du ouadi Bih (es), l'un des ouadis les plus importants des Émirats arabes unis, qui prend sa source à ce point dans le gouvernorat de Moussandam (Oman), et s'étend sur un vaste bassin versant, d'une superficie comprise entre 460 et 483 km2, répartie entre le territoire des Émirats arabes unis et d'Oman (environ 170 km2 et 300 km2 respectivement),,,.

## Population
La zone géographique du Jabal al Harim était historiquement peuplée par la tribu semi-nomade Shihuh (en), section de Bani Hadiyah (en)(arabe : بني هدية), l'une des deux principales sections de la tribu, qui occupait, entre autres territoires, les zones tribales d'As Sayḩ et Khanazirah.